# St. James's Park
|  | Aquest article tracta sobre el jardí públic de la Ciutat de Westminster, Londres. Vegeu-ne altres significats a «Saint James». |

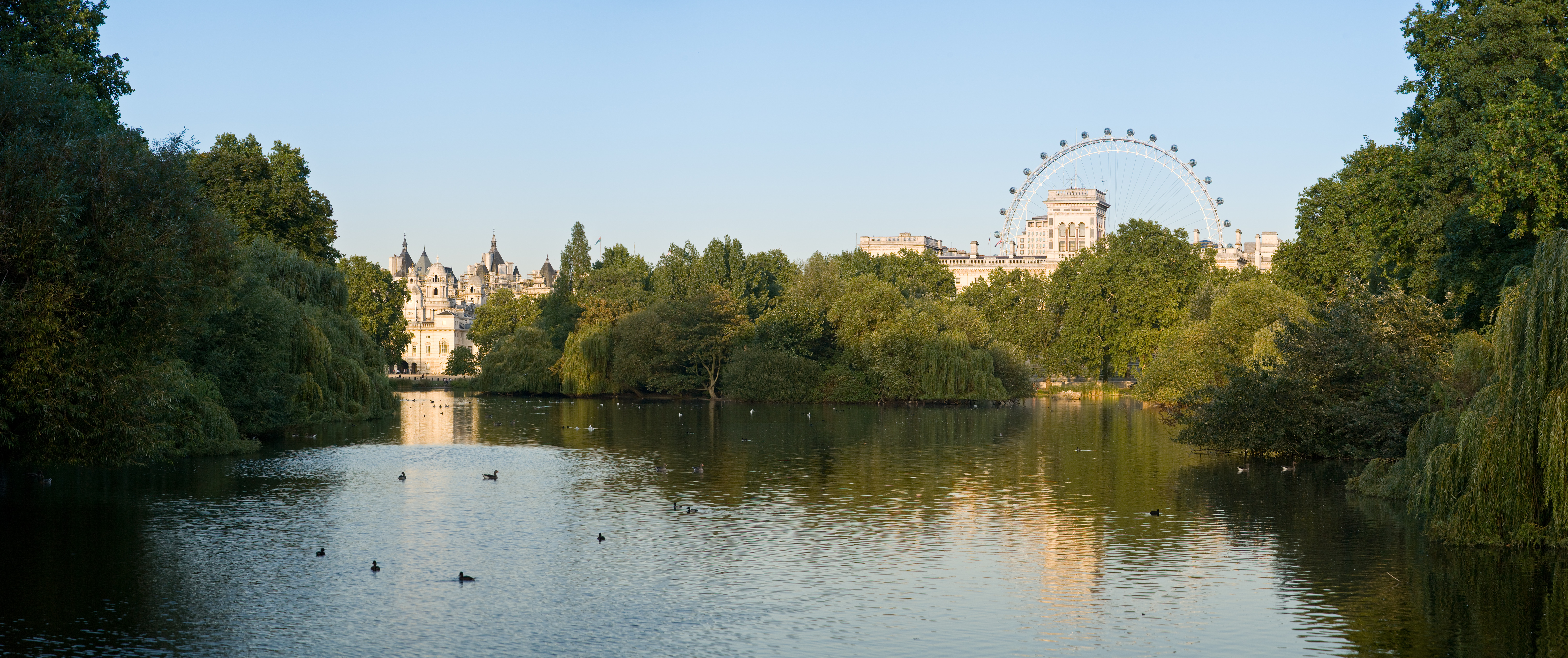
Vista del llac de St James's Park.

St. James's Park és un parc londinenc situat al barri de la Ciutat de Westminster, a l'est de Buckingham Palace i a l'oest de Whitehall i Downing Street. És el parc reial més antic de Londres; s'allarga sobre 23 hectàrees.
St. James's Park, parc en triangle, és delimitat al nord per The Mall, Horse Guards a l'est i Birdcage Walk al sud. St. James's Park i el barri proper són autèntics i tenen una atmosfera serena i elegant. El parc forma part d'un seguit gairebé continu d'espais naturals que, en direcció a l'oest, comprèn Green Park, Hyde Park i Kensington Gardens. Les estacions de metro més properes són St. James's Park, Victoria i Westminster.

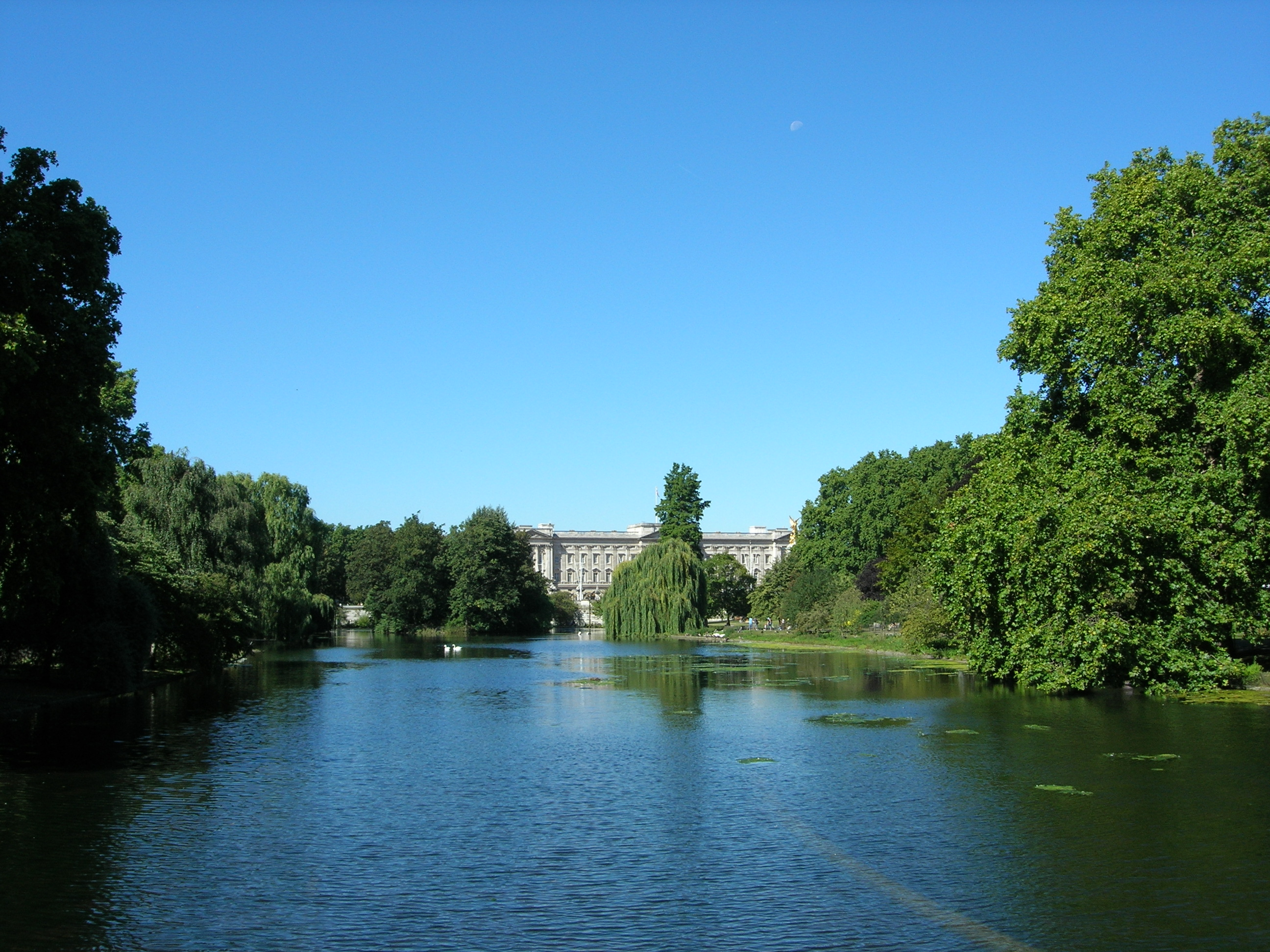
Vista de Buckingham Palace.

A St. James's Park hi ha un petit llac dotat de dues illes, la Duck Island («l'illa dels ànecs», serveix de reserva de palmípedes) i la West Island. El pont que salva el llac és a l'eix entre el Foreign Office i el palau de Buckingham i permet observar l'alineació d'arbres i de fonts entre aquests dos edificis. André Le Nôtre va prestar-se a l'elaboració del parc. Al sud hi ha els Cabinets War Rooms, on Winston Churchill va governar durant les darreres setmanes de la guerra. Al sud, el Palau de Buckingham atreu totes les mirades.

## Història

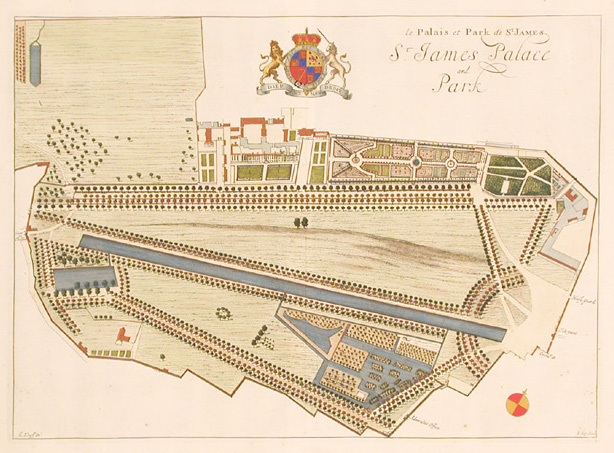
Plànol de St James's Park, de començament del, signat Jan Kip

El 1532, Enric VIII va comprar una zona pantanosa, sovint inundada pel Tyburn (curs d'aigua), a l'Eton College que n'era el propietari. Aquest espai que se situa a l'oest de York Palace (recentment comprat per Enric VIII al cardenal Thomas Wolsey) va ser comprat per tal de transformar York Palace en un palau digne d'un rei. A la pujada al tron de Jaume I el 1603, aquest va ordenar el drenatge i la disposició del parc i hi va tancar nombrosos animals exòtics, sobretot camells, cocodrils i un elefant, així com un gabial d'ocells exòtics.
Durant l'exili a França de Carles II durant el Commonwealth (dictadura d'Oliver Cromwell), el jove rei va ser impressionat pels jardins dels palaus reials francesos i va fer redissenyar, probablement pel jardiner francès André Mollet, el parc en un estil més convencional, a anotar la creació d'un canal de prop de 800 metres de longitud sobre una quarantena de metres d'ample (vegeu dibuix adjunt). Carles II, qui feia servir el parc també per divertir els seus convidats i les seves amants (com, per exemple, Nell Gwyn) va fer obrir el parc al públic. El parc era aleshores considerat com un lloc d'excés, descrit per John Wilmot en un dels seus poemes A Ramble in St. James's Park (literalment passeig a St. James's Park).
Nombrosos canvis hi van tindre lloc al segle xviii, sobretot l'assecament d'una part del canal per al Horse Guards Parade i el 1761, l'adquisició per la família reial de Buckingham House (esdevingut més tard Palau de Buckingham).
Entre 1826 i 1827, altres re-disposicions van ser comandades pel príncep Regent (més tard Jordi IV) amb l'arquitecte paisatgista John Nash. S'ha vist així la transformació del canal en un llac i la modificació del traçat de les avingudes rectilínies en camins sinuosos, més romàntics. A la mateixa època, Buckingham House va ser ampliat per crear l'actual palau i un arc de marbre va ser construït a la seva entrada. Mentre que The Mall era transformat en aquesta gran avinguda oficial coneguda avui (tot i que no va ser oberta a la circulació fins al 1887), Marble Arch va ser desplaçat el 1851 al seu emplaçament actual, és a dir a la cruïlla entre Oxford Street i Park Lane i va ser reemplaçat pel Victoria Memorial entre 1906 i 1924.

## Fotografies

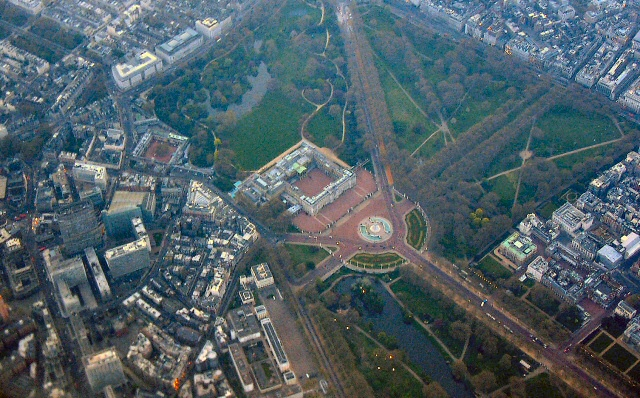
Vista aèria del Palau de Buckingham. A baix a la dreta, St. James's Park
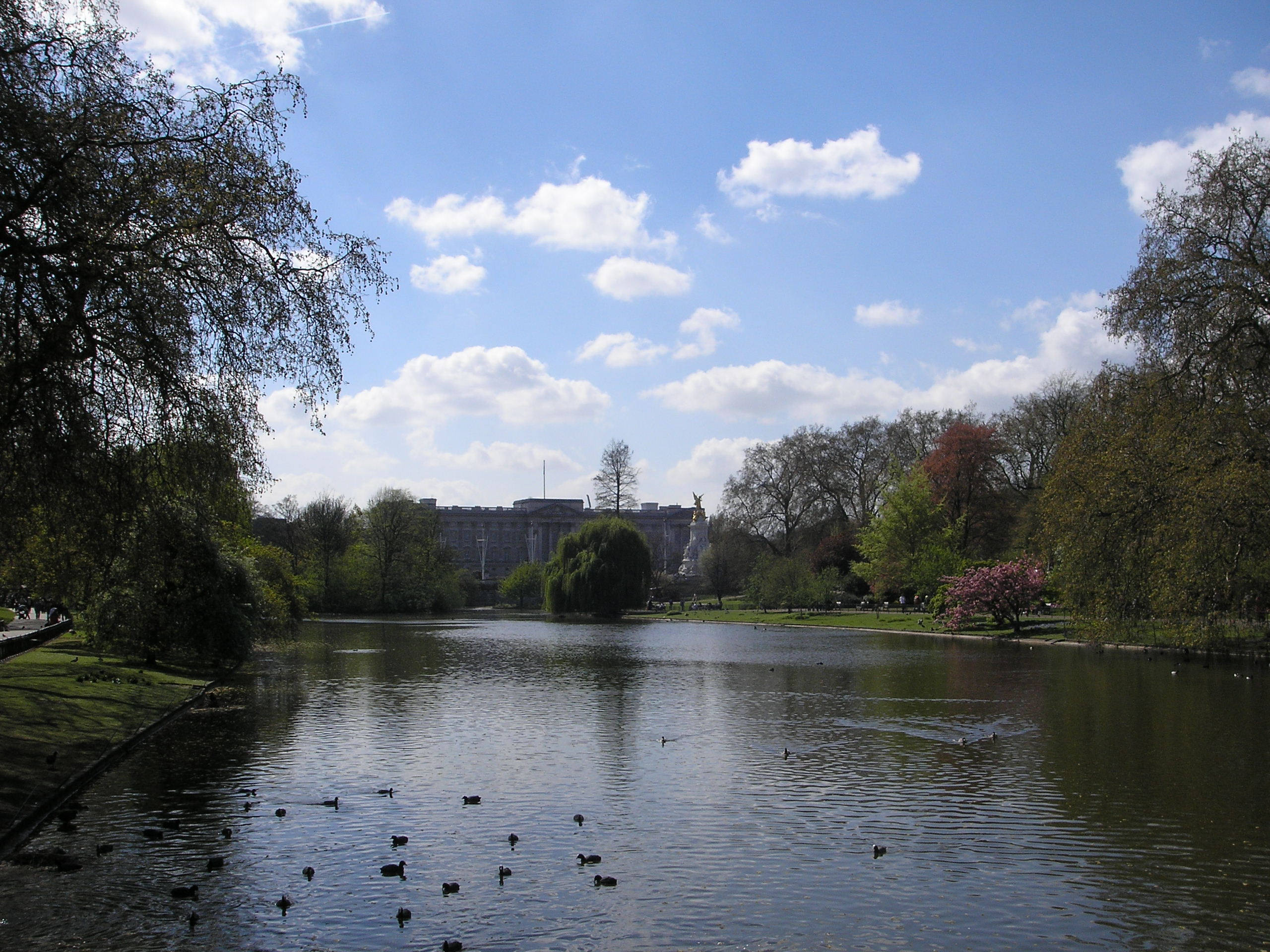
Vista sobre el Palau de Buckingham des de St. James's Park
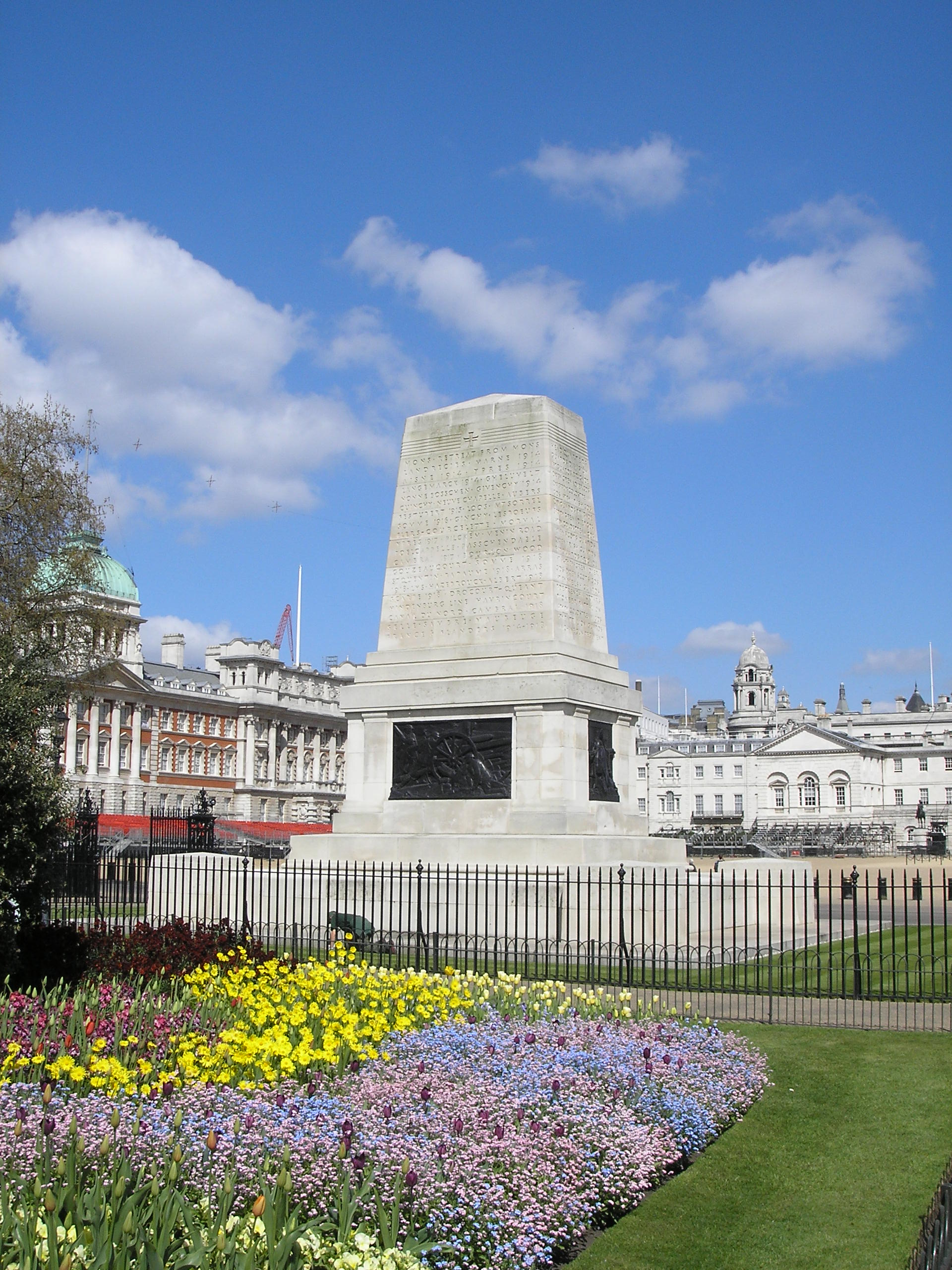
Mémorial de la batalla d'Ypres (Primera Guerra Mundial), situat a Horse Guards Parade a l'entrada de St. James's Park
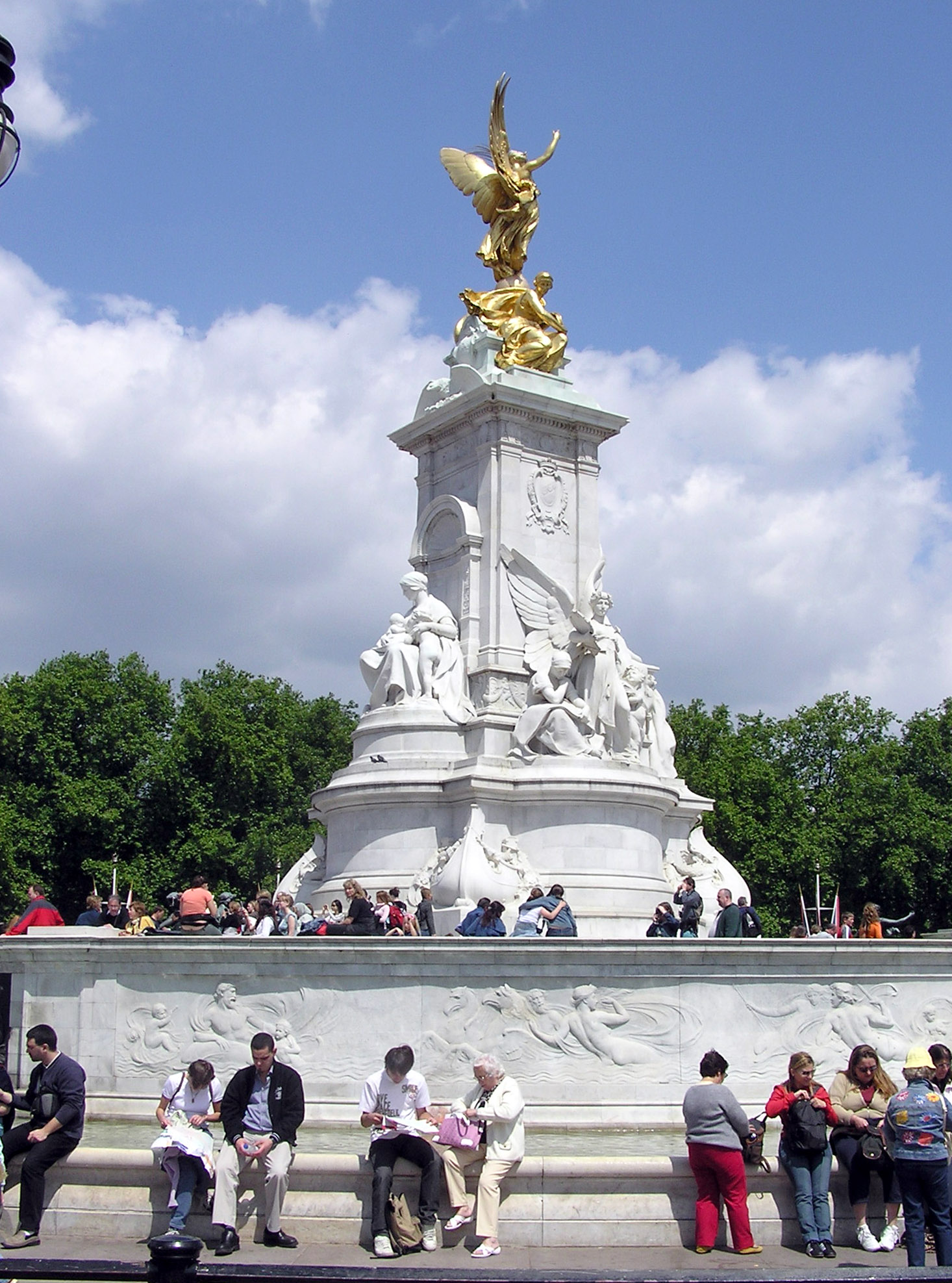
Victoria Memorial